# Curling-Weltmeisterschaft

Logo der ausrichtenden World Curling Federation (WCF)

Die Curling-Weltmeisterschaften sind jährlich stattfindende Turniere, um die weltbesten Curling-Teams zu ermitteln. Seit ihrer Einführung wurden die Weltmeisterschaften von Kanada dominiert. Allerdings haben die Schweiz, Schweden, Dänemark, Deutschland, Schottland, die USA und Norwegen mindestens einmal gewonnen. Organisiert werden die Weltmeisterschaften von der World Curling Federation.

## Geschichte
1959 fand in Schottland mit dem Scotch Cup zum ersten Mal der Vorläufer der heutigen Curling-Weltmeisterschaften statt; damals spielte Schottland gegen Kanada. Von 1961 bis 1967 variierte die Anzahl der teilnehmenden Mannschaften zwischen drei und acht. 1968 erhielt der Scotch Cup den Status einer offiziellen Curling-Weltmeisterschaft.
Die ersten Weltmeisterschaften der Damen fanden 1979 statt und wurden bis 1988 getrennt von der Herren-WM ausgetragen, von 1989 bis 2004 gemeinsam. Seit 2005 finden die Wettbewerbe der Herren und Damen wieder getrennt statt. Dabei soll jedes Jahr eine der beiden Weltmeisterschaften in Kanada ausgetragen werden. Von 1968 bis 1988 sowie seit 1995 werden Gold-, Silber- und Bronzemedaillen vergeben. Von 1989 bis 1994 erhielten sowohl der Dritt- wie auch der Viertplatzierte eine Bronzemedaille.

## Name der Veranstaltung
Seit ihrer Einführung wurde der offizielle Name der Curling-Weltmeisterschaft mehrmals geändert, meist dem Markennamen des Hauptsponsors entsprechend:
Herren
- 1959–1967: Scotch Cup
- 1968–1985: Air Canada Silver Broom
- 1986–1988: IOC President’s Cup (Hexagon)
- 1989–1990: World Curling Championships
- 1991–1992: Canada Safeway World Curling Championships
- 1993–1994: World Curling Championships
- 1995–2004: Ford World Curling Championships
- 2005: Ford World Men’s Curling Championships
- 2006: World Men’s Curling Championships
- 2007: Ford World Men’s Curling Championships
- 2008: World Men’s Curling Championships
- 2009: Ford World Men’s Curling Championships
- 2010: Capital One World Men’s Curling Championships
- 2011: Ford World Men’s Curling Championships
- 2012: Capital One World Men’s Curling Championship
- 2013: Ford World Men’s Curling Championships
- 2014: CPT World Men’s Curling Championships
- 2015: Ford World Men’s Curling Championships
- 2016: World Men’s Curling Championship
- 2017: Ford World Men’s Curling Championships
- 2018: 361° World Men’s Curling Championship
- 2019: Pioneer Hi-Bred World Men’s Curling Championship
- 2021: BKT Tires & OK Tire World Men’s Curling Championship
- 2022: LGT World Men’s Championship
- 2023: BKT Tires & OK Tire World Men’s Curling Championship
- 2024: LGT World Men’s Championship

Damen
- 1979–1981: Royal Bank of Scotland World Curling Championships
- 1982: World Curling Championships
- 1983: Pioneer Life World Curling Championships
- 1984: World Curling Championships
- 1985: H&M World Curling Championships
- 1986–1990: World Curling Championships
- 1991–1992: Canada Safeway World Curling Championships
- 1993–1994: World Curling Championships
- 1995–2004: Ford World Curling Championships
- 2005: World Women’s Curling Championships
- 2006: Ford World Women’s Curling Championships
- 2007: World Women’s Curling Championships
- 2008: Ford World Women’s Curling Championships
- 2009: The Mount Titlis World Women’s Curling Championships
- 2010: Ford World Women’s Curling Championships
- 2011: Capital One World Women’s Curling Championships
- 2012: World Women’s Curling Championship
- 2013: Titlis Glacier Mountain World Women’s Curling Championship
- 2014: Ford World Women’s Curling Championships
- 2015: Zen-Noh World Women’s Curling Championships
- 2016: Ford World Women’s Curling Championships
- 2017: CPT World Women’s Curling Championship
- 2018: Ford World Women’s Curling Championship
- 2019: LGT World Women’s Curling Championship
- 2021: LGT World Women’s Curling Championship
- 2022: BKT Tires & OK Tire World Women’s Championship
- 2023: LGT World Women’s Curling Championship
- 2024: BKT Tires World Women’s Curling Championship

## Weltmeisterschaften der Herren

### Übersicht
| Jahr         | Austragungsort                                 | Gold               | Silber             | Bronze                      |
| ------------ | ---------------------------------------------- | ------------------ | ------------------ | --------------------------- |
| 1959 Details | Edinburgh, Falkirk, Perth ( Schottland)        | Kanada             | Schottland         | –                           |
| 1960 Details | Ayr, Edinburgh, Glasgow ( Schottland)          | Kanada             | Schottland         | –                           |
| 1961 Details | Ayr, Edinburgh, Kirkcaldy, Perth ( Schottland) | Kanada             | Schottland         | Vereinigte Staaten          |
| 1962 Details | Falkirk, Edinburgh ( Schottland)               | Kanada             | Vereinigte Staaten | Schottland                  |
| 1963 Details | Perth ( Schottland)                            | Kanada             | Schottland         | Vereinigte Staaten          |
| 1964 Details | Calgary ( Kanada)                              | Kanada             | Schottland         | Vereinigte Staaten          |
| 1965 Details | Perth ( Schottland)                            | Vereinigte Staaten | Kanada             | Schweden                    |
| 1966 Details | Vancouver ( Kanada)                            | Kanada             | Schottland         | Vereinigte Staaten          |
| 1967 Details | Perth ( Schottland)                            | Schottland         | Schweden           | Vereinigte Staaten          |
| 1968 Details | Pointe Claire ( Kanada)                        | Kanada             | Schottland         | Vereinigte Staaten          |
| 1969 Details | Perth ( Schottland)                            | Kanada             | Vereinigte Staaten | Schottland                  |
| 1970 Details | Utica ( Vereinigte Staaten)                    | Kanada             | Schottland         | Schweden                    |
| 1971 Details | Megève ( Frankreich)                           | Kanada             | Schottland         | Vereinigte Staaten          |
| 1972 Details | Garmisch-Partenkirchen ( BR Deutschland)       | Kanada             | Vereinigte Staaten | BR Deutschland              |
| 1973 Details | Regina ( Kanada)                               | Schweden           | Kanada             | Frankreich                  |
| 1974 Details | Bern ( Schweiz)                                | Vereinigte Staaten | Schweden           | Schweiz                     |
| 1975 Details | Perth ( Schottland)                            | Schweiz            | Vereinigte Staaten | Kanada                      |
| 1976 Details | Duluth ( Vereinigte Staaten)                   | Vereinigte Staaten | Schottland         | Schweiz                     |
| 1977 Details | Karlstad ( Schweden)                           | Schweden           | Kanada             | Schottland                  |
| 1978 Details | Winnipeg ( Kanada)                             | Vereinigte Staaten | Norwegen           | Kanada                      |
| 1979 Details | Bern ( Schweiz)                                | Norwegen           | Schweiz            | Kanada                      |
| 1980 Details | Moncton ( Kanada)                              | Kanada             | Norwegen           | Schweiz                     |
| 1981 Details | London ( Kanada)                               | Schweiz            | Vereinigte Staaten | Kanada                      |
| 1982 Details | Garmisch-Partenkirchen ( BR Deutschland)       | Kanada             | Schweiz            | BR Deutschland              |
| 1983 Details | Regina ( Kanada)                               | Kanada             | BR Deutschland     | Norwegen                    |
| 1984 Details | Duluth ( Vereinigte Staaten)                   | Norwegen           | Schweiz            | Schweden                    |
| 1985 Details | Glasgow ( Schottland)                          | Kanada             | Schweden           | Dänemark                    |
| 1986 Details | Toronto ( Kanada)                              | Kanada             | Schottland         | Vereinigte Staaten          |
| 1987 Details | Vancouver ( Kanada)                            | Kanada             | BR Deutschland     | Norwegen                    |
| 1988 Details | Lausanne ( Schweiz)                            | Norwegen           | Kanada             | Schottland                  |
| 1989 Details | Milwaukee ( Vereinigte Staaten)                | Kanada             | Schweiz            | Norwegen Schweden           |
| 1990 Details | Västerås ( Schweden)                           | Kanada             | Schottland         | Dänemark Schweden           |
| 1991 Details | Winnipeg ( Kanada)                             | Schottland         | Kanada             | Norwegen Vereinigte Staaten |
| 1992 Details | Garmisch-Partenkirchen ( Deutschland)          | Schweiz            | Schottland         | Kanada Vereinigte Staaten   |
| 1993 Details | Genf ( Schweiz)                                | Kanada             | Schottland         | Schweiz Vereinigte Staaten  |
| 1994 Details | Oberstdorf ( Deutschland)                      | Kanada             | Schweden           | Deutschland Schweiz         |
| 1995 Details | Brandon ( Kanada)                              | Kanada             | Schottland         | Deutschland                 |
| 1996 Details | Hamilton ( Kanada)                             | Kanada             | Schottland         | Schweiz                     |
| 1997 Details | Bern ( Schweiz)                                | Schweden           | Deutschland        | Schottland                  |
| 1998 Details | Kamloops ( Kanada)                             | Kanada             | Schweden           | Finnland                    |
| 1999 Details | Saint John ( Kanada)                           | Schottland         | Kanada             | Schweiz                     |
| 2000 Details | Glasgow ( Schottland)                          | Kanada             | Schweden           | Finnland                    |
| 2001 Details | Lausanne ( Schweiz)                            | Schweden           | Schweiz            | Norwegen                    |
| 2002 Details | Bismarck ( Vereinigte Staaten)                 | Kanada             | Norwegen           | Schottland                  |
| 2003 Details | Winnipeg ( Kanada)                             | Kanada             | Schweiz            | Norwegen                    |
| 2004 Details | Gävle ( Schweden)                              | Schweden           | Deutschland        | Kanada                      |
| 2005 Details | Victoria ( Kanada)                             | Kanada             | Schottland         | Deutschland                 |
| 2006 Details | Lowell ( Vereinigte Staaten)                   | Schottland         | Kanada             | Norwegen                    |
| 2007 Details | Edmonton ( Kanada)                             | Kanada             | Deutschland        | Vereinigte Staaten          |
| 2008 Details | Grand Forks ( Vereinigte Staaten)              | Kanada             | Schottland         | Norwegen                    |
| 2009 Details | Moncton ( Kanada)                              | Schottland         | Kanada             | Norwegen                    |
| 2010 Details | Cortina d’Ampezzo ( Italien)                   | Kanada             | Norwegen           | Schottland                  |
| 2011 Details | Regina ( Kanada)                               | Kanada             | Schottland         | Schweden                    |
| 2012 Details | Basel ( Schweiz)                               | Kanada             | Schottland         | Schweden                    |
| 2013 Details | Victoria ( Kanada)                             | Schweden           | Kanada             | Schottland                  |
| 2014 Details | Peking ( Volksrepublik China)                  | Norwegen           | Schweden           | Schweiz                     |
| 2015 Details | Halifax ( Kanada)                              | Schweden           | Norwegen           | Kanada                      |
| 2016 Details | Basel ( Schweiz)                               | Kanada             | Dänemark           | Vereinigte Staaten          |
| 2017 Details | Edmonton ( Kanada)                             | Kanada             | Schweden           | Schweiz                     |
| 2018 Details | Las Vegas ( Vereinigte Staaten)                | Schweden           | Kanada             | Schottland                  |
| 2019 Details | Lethbridge ( Kanada)                           | Schweden           | Kanada             | Schweiz                     |
| 2020 Details | Glasgow ( Schottland)                          |                    |                    |                             |
| 2021 Details | Calgary ( Kanada)                              | Schweden           | Schottland         | Schweiz                     |
| 2022 Details | Las Vegas ( Vereinigte Staaten)                | Schweden           | Kanada             | Italien                     |
| 2023 Details | Ottawa ( Kanada)                               | Schottland         | Kanada             | Schweiz                     |
| 2024 Details | Schaffhausen ( Schweiz)                        | Schweden           | Kanada             | Italien                     |
| 2025 Details | Moose Jaw ( Kanada)                            | Schottland         | Schweiz            | Kanada                      |

### Medaillenspiegel
Nach 66 Weltmeisterschaften (Stand 2025). Von 1989 bis 1994 wurden jeweils zwei Bronzemedaillen vergeben.
| Platz | Land               | Gold | Silber | Bronze | Total |
| ----- | ------------------ | ---- | ------ | ------ | ----- |
| 1     | Kanada             | 36   | 14     | 8      | 58    |
| 2     | Schweden           | 12   | 8      | 7      | 27    |
| 3     | Schottland         | 7    | 21     | 9      | 37    |
| 4     | Vereinigte Staaten | 4    | 5      | 13     | 22    |
| 5     | Norwegen           | 4    | 5      | 9      | 18    |
| 6     | Schweiz            | 3    | 7      | 12     | 22    |
| 7     | Deutschland        | -    | 5      | 5      | 10    |
| 8     | Dänemark           | -    | 1      | 2      | 3     |
| 9     | Italien            | -    | -      | 2      | 2     |
| 9     | Finnland           | -    | -      | 2      | 2     |
| 11    | Frankreich         | -    | -      | 1      | 1     |
|       | Gesamt             | 66   | 66     | 70     | 202   |

## Weltmeisterschaften der Damen

### Übersicht
| Jahr         | Austragungsort                        | Gold                | Silber                     | Bronze                  |
| ------------ | ------------------------------------- | ------------------- | -------------------------- | ----------------------- |
| 1979 Details | Perth ( Schottland)                   | Schweiz             | Schweden                   | Kanada Schottland       |
| 1980 Details | Perth ( Schottland)                   | Kanada              | Schweden                   | Schottland              |
| 1981 Details | Perth ( Schottland)                   | Schweden            | Kanada                     | Norwegen                |
| 1982 Details | Genf ( Schweiz)                       | Dänemark            | Schweden                   | Schottland              |
| 1983 Details | Moose Jaw ( Kanada)                   | Schweiz             | Norwegen                   | Kanada                  |
| 1984 Details | Perth ( Schottland)                   | Kanada              | Schweiz                    | BR Deutschland          |
| 1985 Details | Jönköping ( Schweden)                 | Kanada              | Schottland                 | Schweiz                 |
| 1986 Details | Kelowna ( Kanada)                     | Kanada              | BR Deutschland             | Schweden                |
| 1987 Details | Chicago ( Vereinigte Staaten)         | Kanada              | BR Deutschland             | Schweiz                 |
| 1988 Details | Glasgow ( Schottland)                 | BR Deutschland      | Kanada                     | Schweden                |
| 1989 Details | Milwaukee ( Vereinigte Staaten)       | Kanada              | Norwegen                   | BR Deutschland Schweden |
| 1990 Details | Västerås ( Schweden)                  | Norwegen            | Schottland                 | Kanada Dänemark         |
| 1991 Details | Winnipeg ( Kanada)                    | Norwegen            | Kanada                     | Schottland Schweden     |
| 1992 Details | Garmisch-Partenkirchen ( Deutschland) | Schweden            | Vereinigte Staaten         | Kanada Schweiz          |
| 1993 Details | Genf ( Schweiz)                       | Kanada              | Deutschland                | Norwegen Schweden       |
| 1994 Details | Oberstdorf ( Deutschland)             | Kanada              | Schottland                 | Deutschland Schweden    |
| 1995 Details | Brandon ( Kanada)                     | Schweden            | Kanada                     | Norwegen                |
| 1996 Details | Hamilton ( Kanada)                    | Kanada              | Vereinigte Staaten         | Norwegen                |
| 1997 Details | Bern ( Schweiz)                       | Kanada              | Norwegen                   | Dänemark                |
| 1998 Details | Kamloops ( Kanada)                    | Schweden            | Dänemark                   | Kanada                  |
| 1999 Details | Saint John ( Kanada)                  | Schweden            | Vereinigte Staaten         | Dänemark                |
| 2000 Details | Glasgow ( Schottland)                 | Kanada              | Schweiz                    | Norwegen                |
| 2001 Details | Lausanne ( Schweiz)                   | Kanada              | Schweden                   | Dänemark                |
| 2002 Details | Bismarck ( Vereinigte Staaten)        | Schottland          | Schweden                   | Norwegen                |
| 2003 Details | Winnipeg ( Kanada)                    | Vereinigte Staaten  | Kanada                     | Schweden                |
| 2004 Details | Gävle ( Schweden)                     | Kanada              | Norwegen                   | Schweiz                 |
| 2005 Details | Paisley ( Schottland)                 | Schweden            | Vereinigte Staaten         | Norwegen                |
| 2006 Details | Grande Prairie ( Kanada)              | Schweden            | Vereinigte Staaten         | Kanada                  |
| 2007 Details | Aomori ( Japan)                       | Kanada              | Dänemark                   | Schottland              |
| 2008 Details | Vernon ( Kanada)                      | Kanada              | Volksrepublik China        | Schweiz                 |
| 2009 Details | Gangneung ( Südkorea)                 | Volksrepublik China | Schweden                   | Dänemark                |
| 2010 Details | Swift Current ( Kanada)               | Deutschland         | Schottland                 | Kanada                  |
| 2011 Details | Esbjerg ( Dänemark)                   | Schweden            | Kanada                     | Volksrepublik China     |
| 2012 Details | Lethbridge ( Kanada)                  | Schweiz             | Schweden                   | Kanada                  |
| 2013 Details | Riga ( Lettland)                      | Schottland          | Schweden                   | Kanada                  |
| 2014 Details | Saint John ( Kanada)                  | Schweiz             | Kanada                     | Russland                |
| 2015 Details | Sapporo ( Japan)                      | Schweiz             | Kanada                     | Russland                |
| 2016 Details | Swift Current ( Kanada)               | Schweiz             | Japan                      | Russland                |
| 2017 Details | Peking ( Volksrepublik China)         | Kanada              | Russland                   | Schottland              |
| 2018 Details | North Bay ( Kanada)                   | Kanada              | Schweden                   | Russland                |
| 2019 Details | Silkeborg ( Dänemark)                 | Schweiz             | Schweden                   | Südkorea                |
| 2020 Details | Prince George ( Kanada)               |                     |                            |                         |
| 2021 Details | Calgary ( Kanada)                     | Schweiz             | Russian Curling Federation | Vereinigte Staaten      |
| 2022 Details | Prince George ( Kanada)               | Schweiz             | Südkorea                   | Kanada                  |
| 2023 Details | Sandviken ( Schweden)                 | Schweiz             | Norwegen                   | Kanada                  |
| 2024 Details | Sydney ( Kanada)                      | Kanada              | Schweiz                    | Südkorea                |
| 2025 Details | Uijeongbu ( Südkorea)                 | Kanada              | Schweiz                    | Volksrepublik China     |

### Medaillenspiegel
Nach 46 Weltmeisterschaften (Stand: 24. März 2025). 1979 und von 1989 bis 1994 wurden jeweils zwei Bronzemedaillen vergeben.
| Platz | Land                | Gold | Silber | Bronze | Total |
| ----- | ------------------- | ---- | ------ | ------ | ----- |
| 1     | Kanada              | 19   | 8      | 11     | 38    |
| 2     | Schweiz             | 10   | 4      | 5      | 19    |
| 3     | Schweden            | 8    | 10     | 7      | 25    |
| 4     | Norwegen            | 2    | 5      | 7      | 14    |
| 5     | Schottland          | 2    | 4      | 6      | 12    |
| 6     | Deutschland         | 2    | 3      | 3      | 8     |
| 7     | Vereinigte Staaten  | 1    | 5      | 1      | 7     |
| 8     | Dänemark            | 1    | 2      | 5      | 8     |
| 9     | Volksrepublik China | 1    | 1      | 2      | 4     |
| 10    | Russland            | –    | 2      | 4      | 6     |
| 11    | Südkorea            | -    | 1      | 2      | 3     |
| 11    | Japan               | –    | 1      | -      | 1     |
|       | Gesamt              | 46   | 46     | 53     | 145   |

### Zeitleiste
| Land                | 1970er         | 1980er         | 1980er         | 1980er         | 1980er         | 1980er         | 1980er         | 1980er         | 1980er         | 1980er         | 1980er         | 1990er         | 1990er         | 1990er         | 1990er         | 1990er         | 1990er         | 1990er         | 1990er         | 1990er         | 1990er         | 2000er         | 2000er         | 2000er         | 2000er         | 2000er         | 2000er         | 2000er         | 2000er         | 2000er         | 2000er         |
| Land                | 79             | 80             | 81             | 82             | 83             | 84             | 85             | 86             | 87             | 88             | 89             | 90             | 91             | 92             | 93             | 94             | 95             | 96             | 97             | 98             | 99             | 00             | 01             | 02             | 03             | 04             | 05             | 06             | 07             | 08             | 09             |
| ------------------- | -------------- | -------------- | -------------- | -------------- | -------------- | -------------- | -------------- | -------------- | -------------- | -------------- | -------------- | -------------- | -------------- | -------------- | -------------- | -------------- | -------------- | -------------- | -------------- | -------------- | -------------- | -------------- | -------------- | -------------- | -------------- | -------------- | -------------- | -------------- | -------------- | -------------- | -------------- |
| Dänemark            | 7              | 10             | 5              | Goldmedaille   | 7              | 5              | 6              | 8              | 7              | 5              | 8              | Bronzemedaille | 6              | 7              |                | 9              | 5              | 7              | Bronzemedaille | Silbermedaille | Bronzemedaille | 6              | Bronzemedaille | 6              | 8              | 8              | 10             | 6              | Silbermedaille | 5              | Bronzemedaille |
| Deutschland         | 8              | 9              | 9              | 9              |                | Bronzemedaille | 5              | Silbermedaille | Silbermedaille | Goldmedaille   | Bronzemedaille | 5              | 5              | 8              | Silbermedaille | Bronzemedaille | 4              | 4              | 6              | 5              | 5              | 6              | 5              | 9              |                |                |                | 4              | 8              | 9              | 6              |
| England             | 11             |                |                |                |                |                |                |                |                |                |                |                |                |                | 9              |                |                |                |                |                |                |                |                |                |                |                |                |                |                |                |                |
| Finnland            |                |                |                |                |                |                |                |                | 9              | 10             | 10             |                |                | 10             | 10             | 6              |                | 10             | 8              | 10             | 8              |                |                |                |                | 10             | 12             |                |                |                |                |
| Frankreich          | 5              | 6              |                | 6              | 5              | 7              | 8              | 9              | 8              | 8              | 6              | 9              | 8              |                |                |                | 10             |                |                |                |                | 10             |                |                |                |                |                |                |                |                |                |
| Italien             | 10             | 5              | 7              | 10             | 9              | 10             | 10             |                |                |                |                |                |                |                |                |                |                |                |                |                |                |                |                |                | 9              | 9              | 11             | 9              | 12             | 11             | 12             |
| Japan               |                |                |                |                |                |                |                |                |                |                |                | 10             |                | 9              | 6              | 10             | 9              | 6              | 4              | 8              | 9              | 9              | 7              |                | 10             | 7              | 9              | 11             | 9              | 4              |                |
| Kanada              | Bronzemedaille | Goldmedaille   | Silbermedaille | 5              | Bronzemedaille | Goldmedaille   | Goldmedaille   | Goldmedaille   | Goldmedaille   | Silbermedaille | Goldmedaille   | Bronzemedaille | Silbermedaille | Bronzemedaille | Goldmedaille   | Goldmedaille   | Silbermedaille | Goldmedaille   | Goldmedaille   | Bronzemedaille | 5              | Goldmedaille   | Goldmedaille   | 4              | Silbermedaille | Goldmedaille   | 4              | Bronzemedaille | Goldmedaille   | Goldmedaille   | 4              |
| Lettland            |                |                |                |                |                |                |                |                |                |                |                |                |                |                |                |                |                |                |                |                |                |                |                |                |                |                |                |                |                |                |                |
| Litauen             |                |                |                |                |                |                |                |                |                |                |                |                |                |                |                |                |                |                |                |                |                |                |                |                |                |                |                |                |                |                |                |
| Neuseeland          |                |                |                |                |                |                |                |                |                |                |                |                |                |                |                |                |                |                |                |                |                |                |                |                |                |                |                |                |                |                |                |
| Niederlande         |                |                | 10             |                |                |                |                | 10             |                |                |                |                |                |                |                |                |                |                |                |                |                |                |                |                |                |                |                | 12             |                |                |                |
| Norwegen            | 9              | 7              | Bronzemedaille | 4              | Silbermedaille | 4              | 7              | 5              | 4              | 4              | Silbermedaille | Goldmedaille   | Goldmedaille   | 6              | Bronzemedaille | 5              | Bronzemedaille | Bronzemedaille | Silbermedaille | 4              | 4              | Bronzemedaille | 8              | Bronzemedaille | 4              | Silbermedaille | Bronzemedaille | 7              |                |                | 11             |
| Österreich          |                |                |                |                | 10             |                |                |                |                |                |                |                | 9              |                |                |                |                |                |                |                |                |                |                |                |                |                |                |                |                |                |                |
| Russland            |                |                |                |                |                |                |                |                |                |                |                |                |                |                |                |                |                |                |                |                |                |                | 9              | 7              | 6              |                | 5              |                | 10             | 8              | 7              |
| Schottland          | Bronzemedaille | Bronzemedaille | 6              | Bronzemedaille | 6              | 5              | Silbermedaille | 4              | 10             | 9              | 7              | Silbermedaille | Bronzemedaille | 5              | 5              | Silbermedaille | 7              | 5              | 8              | 7              | 10             | 4              | 4              | Goldmedaille   | 7              | 5              | 6              | 8              | Bronzemedaille | 10             | 8              |
| Schweden            | Silbermedaille | Silbermedaille | Goldmedaille   | Silbermedaille | 4              | 7              | 4              | Bronzemedaille | 6              | Bronzemedaille | Bronzemedaille | 6              | Bronzemedaille | Goldmedaille   | 3              | 3              | Goldmedaille   | 7              | 5              | Goldmedaille   | Goldmedaille   | 5              | Silbermedaille | Silbermedaille | Bronzemedaille | 6              | Goldmedaille   | Goldmedaille   | 6              | 6              | Silbermedaille |
| Schweiz             | Goldmedaille   | 8              | 4              | 7              | Goldmedaille   | Silbermedaille | Bronzemedaille | 6              | Bronzemedaille | 6              | 5              | 7              | 7              | Bronzemedaille | 7              | 6              | 8              | 7              | 8              | 6              | 5              | Silbermedaille | 10             | 5              | 5              | Bronzemedaille | 8              | 10             | 5              | Bronzemedaille | 5              |
| Südkorea            |                |                |                |                |                |                |                |                |                |                |                |                |                |                |                |                |                |                |                |                |                |                |                | 10             |                |                |                |                |                |                | 10             |
| Tschechien          |                |                |                |                |                |                |                |                |                |                |                |                |                |                |                |                |                |                |                |                |                |                |                |                |                |                |                |                | 11             | 12             |                |
| Vereinigte Staaten  | 5              | 4              | 8              | 8              | 8              | 9              | 9              | 7              | 5              | 7              | 9              | 8              | 10             | Silbermedaille | 8              | 6              | 6              | Silbermedaille | 7              | 9              | Silbermedaille | 6              | 8              | 8              | Goldmedaille   | 4              | Silbermedaille | Silbermedaille | 4              | 7              | 9              |
| Volksrepublik China |                |                |                |                |                |                |                |                |                |                |                |                |                |                |                |                |                |                |                |                |                |                |                |                |                |                | 7              | 5              | 7              | Silbermedaille | Goldmedaille   |
| Land                | 79             | 80             | 81             | 82             | 83             | 84             | 85             | 86             | 87             | 88             | 89             | 90             | 91             | 92             | 93             | 94             | 95             | 96             | 97             | 98             | 99             | 00             | 01             | 02             | 03             | 04             | 05             | 06             | 07             | 08             | 09             |
| Land                | 1970er         | 1980er         | 1980er         | 1980er         | 1980er         | 1980er         | 1980er         | 1980er         | 1980er         | 1980er         | 1980er         | 1990er         | 1990er         | 1990er         | 1990er         | 1990er         | 1990er         | 1990er         | 1990er         | 1990er         | 1990er         | 2000er         | 2000er         | 2000er         | 2000er         | 2000er         | 2000er         | 2000er         | 2000er         | 2000er         | 2000er         |

| Land                | 2010er         | 2010er         | 2010er         | 2010er         | 2010er         | 2010er         | 2010er         | 2010er         | 2010er         | 2010er         | 2020er         | 2020er         | 2020er         | 2020er         | 2020er         | Teilnahmen (insg.) |
| Land                | 10             | 11             | 12             | 13             | 14             | 15             | 16             | 17             | 18             | 19             | 21             | 22             | 23             | 24             | 25             | Teilnahmen (insg.) |
| ------------------- | -------------- | -------------- | -------------- | -------------- | -------------- | -------------- | -------------- | -------------- | -------------- | -------------- | -------------- | -------------- | -------------- | -------------- | -------------- | ------------------ |
| Dänemark            | 6              | 4              | 8              | 8              | 11             | 8              | 7              | 12             | 11             | 11             | 5              | 6              | 11             | 6              | 7              | 45                 |
| Deutschland         | Goldmedaille   | 8              | 7              | 11             | 8              | 9              | 10             | 9              | 12             | 9              | 9              | 9              | 10             |                |                | 40                 |
| England             |                |                |                |                |                |                |                |                |                |                |                |                |                |                |                | 2                  |
| Estland             |                |                |                |                |                |                |                |                |                |                | 14             |                |                | 12             |                | 2                  |
| Finnland            |                |                |                |                |                | 11             | 11             |                |                | 12             |                |                |                |                |                | 15                 |
| Frankreich          |                |                |                |                |                |                |                |                |                |                |                |                |                |                |                | 14                 |
| Italien             |                |                | 10             | 10             |                |                | 12             | 10             | 13             |                | 13             | 10             | 5              | 4              | 10             | 24                 |
| Japan               | 11             |                |                | 7              |                | 6              | Silbermedaille |                | 10             | 4              | 11             | 7              | 5              | 11             | 9              | 28                 |
| Kanada              | Bronzemedaille | Silbermedaille | Bronzemedaille | Bronzemedaille | Silbermedaille | Silbermedaille | 4              | Goldmedaille   | Goldmedaille   | 8              | 6              | Bronzemedaille | Bronzemedaille | Goldmedaille   | Goldmedaille   | 46                 |
| Lettland            | 12             |                |                | 12             | 12             |                |                |                |                | 13             |                |                |                |                |                | 4                  |
| Litauen             |                |                |                |                |                |                |                |                |                |                |                |                |                |                | 13             | 1                  |
| Neuseeland          |                |                |                |                |                |                |                |                |                |                |                |                | 13             | 13             |                | 2                  |
| Niederlande         |                |                |                |                |                |                |                |                |                |                |                |                |                |                |                | 3                  |
| Norwegen            | 9              | 10             |                |                |                | 12             |                |                |                |                |                | 8              | Silbermedaille | 9              | 8              | 36                 |
| Österreich          |                |                |                |                |                |                |                |                |                |                |                |                |                |                |                | 2                  |
| Russland            | 8              | 6              | 9              | 6              | Bronzemedaille | Bronzemedaille | Bronzemedaille | Silbermedaille | Bronzemedaille | 5              | Silbermedaille |                |                |                |                | 18                 |
| Schottland          | Silbermedaille | 9              | 6              | Goldmedaille   | 10             | 4              | 5              | Bronzemedaille | 9              | 10             | 8              | 13             | 12             | 8              | 6              | 46                 |
| Schweden            | 4              | Goldmedaille   | Silbermedaille | Silbermedaille | 5              | 7              | 9              | 4              | Silbermedaille | Silbermedaille | 4              | 4              | 4              | 5              | 5              | 46                 |
| Schweiz             | 10             | 5              | Goldmedaille   | 5              | Goldmedaille   | Goldmedaille   | Goldmedaille   | 8              | 8              | Goldmedaille   | Goldmedaille   | Goldmedaille   | Goldmedaille   | Silbermedaille | Silbermedaille | 46                 |
| Südkorea            |                | 11             | 4              |                | 4              |                | 8              | 6              | 5              | Bronzemedaille | 7              | Silbermedaille | 9              | Bronzemedaille | 4              | 14                 |
| Tschechien          |                | 12             | 12             |                | 9              |                | 7              | 6              | 6              | 12             |                | 12             |                |                |                | 9                  |
| Türkei              |                |                |                |                |                |                |                |                |                |                |                | 11             | 8              | 10             | 11             | 4                  |
| Vereinigte Staaten  | 5              | 7              | 5              | 4              | 6              | 10             | 6              | 5              | 4              | 7              | Bronzemedaille | 5              | 7              | 7              | 12             | 46                 |
| Volksrepublik China | 7              | Bronzemedaille | 11             | 9              | 7              | 5              |                | 11             | 7              | 6              | 10             |                |                |                | Bronzemedaille | 16                 |
| Land                | 10             | 11             | 12             | 13             | 14             | 15             | 16             | 17             | 18             | 19             | 21             | 22             | 23             | 24             | 25             | Teilnahmen (insg.) |
| Land                | 2010er         | 2010er         | 2010er         | 2010er         | 2010er         | 2010er         | 2010er         | 2010er         | 2010er         | 2010er         | 2020er         | 2020er         | 2020er         | 2020er         | 2020er         | Teilnahmen (insg.) |